# كولن بورتر (مجدف)
كولن بورتر (بالإنجليزية: Colin Porter) هو مجدف بريطاني، ولد في 11 أكتوبر 1930 في لندن في المملكة المتحدة.

## وصلات خارجية
- كولن بوتر على موقع الاتحاد الدولي للتجديف (الإنجليزية)
- كولن بوتر على موقع اللجنة الأولمبية الدولية (الإنجليزية)
- كولن بوتر على موقع أوليمبيديا (الإنجليزية)